# Intervención Democrática
Intervención Democrática (Intervenção Democrática, ID) es una asociación política portuguesa, fundada con el objetivo de defender las ideas socialistas, y partícipe de la Coalición Democrática Unitaria (CDU). 
Fue fundada en 1987 por un sector del antiguo Movimiento Democrático Portugués (MDP) favorable a seguir colaborando con el Partido Comunista Portugués.